# Jednostka wojskowa
Jednostka wojskowa (JW)
1. jednostka organizacyjna wojska, wyodrębniona pod względem administracyjnym i gospodarczym oraz mająca osobowość prawną. Wśród JW najogólniej rozróżnia się jednostki bojowe, jednostki tyłowe i instytucje wojskowe oraz ze względu na system zaciągu i uzupełnień jednostki terytorialne. W systemie zaopatrywania wojsk rozróżnia się jednostki gospodarcze i jednostki zaopatrujące. Dawniej w odniesieniu do niektórych jednostek używano również terminu „wielka jednostka" (WJ) – obecnie związek taktyczny[1].
2. Jednostka wojskowa lub Jednostka bez bliższego określenia – samodzielna jednostka organizacyjna sił zbrojnych, posiadająca odrębny etat, posługująca się pieczęcią urzędową z godłem Państwa i nazwą (numerem) jednostki[2][3].
3. Jednostka organizacyjna Sił Zbrojnych funkcjonująca na podstawie nadanego przez Ministra Obrony Narodowej etatu oraz posługująca się pieczęcią urzędową z godłem Rzeczypospolitej Polskiej i nazwą (numerem) jednostki[4]. Jednostki wojskowe i związki organizacyjne różnych rodzajów wojsk i służb tworzą Rodzaje Sił Zbrojnych (Wojska Lądowe, Siły Powietrzne, Marynarka Wojenna i Wojska Specjalne)[5]. Jednostki wojskowe i ich związki organizacyjne rozmieszczone są w garnizonach[6].

Jednostkami wojskowymi w polskich Siłach Zbrojnych spełniającymi warunki określone w pkt 1 są np.:
- dowództwo ZT:
  - Dowództwo 2 Brygady Radiotechnicznej,
  - Dowództwo 11 Dywizji Kawalerii Pancernej,
  - Dowództwo 2 Korpusu Zmechanizowanego,
  - Dowództwo 3 Flotylli Okrętów,
- pododdział (samodzielny lub występujący w składzie ZT):
  - 16 Kompania Chemiczna,
  - 40 Eskadra Lotnictwa Taktycznego,
  - 16 Batalion Usuwania Zniszczeń Lotniskowych,
  - Dywizjon Zabezpieczenia Hydrograficznego,
- oddział (samodzielny lub występujący w składzie ZT):
  - 1 Morski Pułk Strzelców,
  - 4 Pułk Chemiczny,
  - 10 Pułk Samochodowy,
  - 78 Pułk Rakietowy Obrony Powietrznej,
- związek organizacyjny (samodzielny lub wchodzący w skład ZT):
  - 10 Opolska Brygada Logistyczna,
  - 1 Brygada Lotnictwa Taktycznego,
  - 21 Brygada Strzelców Podhalańskich,
  - Brygada Lotnictwa Marynarki Wojennej.

W zależności od etatu na czele jednostki może stać:
- dowódca,
- szef np.:
  - szef Wojewódzkiego Sztabu Wojskowego w Białymstoku,
  - szef Centralnego Węzła Łączności Sił Powietrznych,
  - szef Biura Hydrograficznego Marynarki Wojennej,
- komendant np.:
  - komendant Oddziału Żandarmerii Wojskowej w Żaganiu,
  - wojskowy komendant uzupełnień w Gdyni,
  - komendant-rektor Wyższej Szkoły Oficerskiej Sił Powietrznych,
- dyrektor np.:
  - Wojskowego Instytutu Higieny i Epidemiologii im. gen. K. Kaczkowskiego,
- kapelmistrz np.:
  - kapelmistrz Orkiestry Reprezentacyjnej Marynarki Wojennej,
- kierownik np.:
  - kierownik Klubu Garnizonowego.